# I, Frankenstein
I, Frankenstein (bra: Frankenstein - Entre Anjos e Demônios; prt: Eu, Frankenstein) é um filme australo-estadunidense de 2014, dos gêneros fantasia, ficção científica, terror e ação, dirigido por Stuart Beattie, que escreveu o roteiro com Kevin Grevioux, autor da grafic novel homônima em que se basearam.

## Sinopse
Vivendo entre os humanos, Frankenstein combate seres sobrenaturais que pretendem destruir o mundo.